# Anatolij Dem"janenko
Anatolij Vasyl'ovyč Dem"janenko (in ucraino Анатолій Васильович Дем'яненко?; in russo Анато́лий Васи́льевич Демья́ненко?, Anatólij Vasíl’evič Dem’jánenko; Dnipropetrovs'k, 19 febbraio 1959) è un allenatore di calcio ed ex calciatore ucraino, fino al 1991 sovietico, di ruolo difensore o centrocampista.
Cresciuto nel Dnipro, dopo un solo anno è acquistato dalla Dinamo Kiev: resta alle dipendenze di Lobanovs'kyj per dodici anni tra club e Nazionale sovietica, dov'è titolare inamovibile, andando a totalizzare 80 presenze e 6 gol tra il 1981 e il 1990, giocando tre Mondiali (1982, 1986 e 1990) e l'Europeo 1988 perso in finale contro i Paesi Bassi. Nel 1991 tenta l'avventura all'esterno, prima in Germania, poi in Polonia, infine, nel 1993 torna a Kiev e chiude la carriera a 34 anni, dopo aver vinto 14 titoli nazionali tra Unione Sovietica e Ucraina, la Coppa delle Coppe 1985-1986 vinta da capitano e venendo nominato sia calciatore ucraino sia calciatore sovietico dell'anno nel 1985 (era stato già nominato giocatore ucraino del 1982). Inoltre, è stato candidato al Pallone d'oro nel 1985 (ventinovesimo) e nel 1988 (tredicesimo). Subito dopo aver finito la carriera calcistica, inizia quella d'allenatore: per più d'un decennio resta nello staff tecnico della Dinamo Kiev, prendendo le redini della squadra nel 2005: in tre anni porta a casa cinque titoli, tra cui il campionato 2006. Nel 2012 s'impone nella Coppa dell'AFC con il Nasaf Qarshi.

## Caratteristiche tecniche
Era un terzino moderno o un esterno di centrocampo sinistro, che poteva giocare anche a destra, veloce e con spiccate doti difensive.

## Carriera

### Giocatore
Comincia la sua carriera di calciatore come allievo della scuola calcio Dnipro-75 nella città natale di Dnipropetrovs'k. Fu inserito nella squadra locale del Dnipro Dnipropetrovs'k militante nella Soviet Top League nella stagione 1975. Fece il suo debutto con la prima squadra nel 1978, anno in cui giocò 20 partite segnando un gol.(RU) 
Nel 1988 ci sono delle richieste per lui da parte dell'Oxford United, club all'epoca militante nella massima divisione inglese, ma il sovietico resta a Kiev. Si trasferirà soltanto nel 1991.

Dem"janenko (accosciato, secondo da destra) con l'URSS nel 1988

Fu il capitano della Dinamo Kiev per lungo tempo e un prolifico centrocampista esterno, capace di coprire tutta la fascia. Nel 2000 fu votato come terzo miglior giocatore ucraino del secolo dietro nel sondaggio indetto dalla rivista ucraina The Ukrainsky Futbol weekly, dietro Andrij Ševčenko e Oleh Blochin. Dem"janenko è il quarto giocatore con più presenze nella storia della nazionale di calcio dell'Unione Sovietica, disputando anche tre mondiali.

### Allenatore
Anatolij Dem"janenko cominciò la sua carriera di allenatore nel FC CSKA Kiev nel 1993. Entrò a far parte dello staff della Dinamo Kiev nel 1994. Fino al 2005 è stato all'interno dello staff tecnico della squadra, diventandone poi allenatore a tutti gli effetti. Con la Dynamo Kiev vinse un campionato d'Ucraina e una coppa di lega. Si dimise dopo una serie di sconfitte nella stagione 2007-08.
Nel gennaio 2008 Dem"janenko diventa allenatore del Neftchi Baku in Azerbaigian, succedendo a Vlastimil Petržela. Demyanenko ha scritto la storia in Azerbaijan, portando il Neftchi ad essere la prima squadra a raggiungere il terzo turno preliminare di coppa UEFA. Fu comunque esonerato dopo le prime due sconfitte in campionato.

## Statistiche

### Cronologia presenze e reti in nazionale
| Cronologia completa delle presenze e delle reti in nazionale ― Unione Sovietica | Cronologia completa delle presenze e delle reti in nazionale ― Unione Sovietica | Cronologia completa delle presenze e delle reti in nazionale ― Unione Sovietica | Cronologia completa delle presenze e delle reti in nazionale ― Unione Sovietica | Cronologia completa delle presenze e delle reti in nazionale ― Unione Sovietica | Cronologia completa delle presenze e delle reti in nazionale ― Unione Sovietica | Cronologia completa delle presenze e delle reti in nazionale ― Unione Sovietica | Cronologia completa delle presenze e delle reti in nazionale ― Unione Sovietica |
| Data                                                                            | Città                                                                           | In casa                                                                         | Risultato                                                                       | Ospiti                                                                          | Competizione                                                                    | Reti                                                                            | Note                                                                            |
| ------------------------------------------------------------------------------- | ------------------------------------------------------------------------------- | ------------------------------------------------------------------------------- | ------------------------------------------------------------------------------- | ------------------------------------------------------------------------------- | ------------------------------------------------------------------------------- | ------------------------------------------------------------------------------- | ------------------------------------------------------------------------------- |
| 23-9-1981                                                                       | Mosca                                                                           | Unione Sovietica                                                                | 4 – 0                                                                           | Turchia                                                                         | Qual. Mondiali 1982                                                             | 1                                                                               |                                                                                 |
| 7-10-1981                                                                       | Smirne                                                                          | Turchia                                                                         | 0 – 3                                                                           | Unione Sovietica                                                                | Qual. Mondiali 1982                                                             | -                                                                               |                                                                                 |
| 18-11-1981                                                                      | Mosca                                                                           | Unione Sovietica                                                                | 3 – 0                                                                           | Galles                                                                          | Qual. Mondiali 1982                                                             | -                                                                               |                                                                                 |
| 29-11-1981                                                                      | Bratislava                                                                      | Cecoslovacchia                                                                  | 1 – 1                                                                           | Unione Sovietica                                                                | Qual. Mondiali 1982                                                             | -                                                                               |                                                                                 |
| 10-3-1982                                                                       | Nea Filadelfeia                                                                 | Grecia                                                                          | 0 – 2                                                                           | Unione Sovietica                                                                | Amichevole                                                                      | -                                                                               |                                                                                 |
| 14-4-1982                                                                       | Buenos Aires                                                                    | Argentina                                                                       | 1 – 1                                                                           | Unione Sovietica                                                                | Amichevole                                                                      | -                                                                               | Ammonizione                                                                     |
| 5-5-1982                                                                        | Mosca                                                                           | Unione Sovietica                                                                | 1 – 0                                                                           | Germania Est                                                                    | Amichevole                                                                      | -                                                                               | 83’                                                                             |
| 3-6-1982                                                                        | Stoccolma                                                                       | Svezia                                                                          | 0 – 1                                                                           | Unione Sovietica                                                                | Amichevole                                                                      | -                                                                               | 84’                                                                             |
| 14-6-1982                                                                       | Siviglia                                                                        | Brasile                                                                         | 2 – 1                                                                           | Unione Sovietica                                                                | Mondiali 1982 - 1º turno                                                        | -                                                                               |                                                                                 |
| 19-6-1982                                                                       | Malaga                                                                          | Unione Sovietica                                                                | 3 – 0                                                                           | Nuova Zelanda                                                                   | Mondiali 1982 - 1º turno                                                        | -                                                                               |                                                                                 |
| 22-6-1982                                                                       | Malaga                                                                          | Scozia                                                                          | 2 – 2                                                                           | Unione Sovietica                                                                | Mondiali 1982 - 1º turno                                                        | -                                                                               |                                                                                 |
| 1-7-1982                                                                        | Barcellona                                                                      | Belgio                                                                          | 0 – 1                                                                           | Unione Sovietica                                                                | Mondiali 1982 - 2º turno                                                        | -                                                                               |                                                                                 |
| 4-7-1982                                                                        | Barcellona                                                                      | Unione Sovietica                                                                | 0 – 0                                                                           | Polonia                                                                         | Mondiali 1982 - 2º turno                                                        | -                                                                               |                                                                                 |
| 13-10-1982                                                                      | Mosca                                                                           | Unione Sovietica                                                                | 2 – 0                                                                           | Finlandia                                                                       | Qual. Euro 1984                                                                 | -                                                                               |                                                                                 |
| 23-3-1983                                                                       | Parigi                                                                          | Francia                                                                         | 1 – 1                                                                           | Unione Sovietica                                                                | Amichevole                                                                      | -                                                                               |                                                                                 |
| 13-4-1983                                                                       | Losanna                                                                         | Svizzera                                                                        | 0 – 1                                                                           | Unione Sovietica                                                                | Amichevole                                                                      | -                                                                               |                                                                                 |
| 27-4-1983                                                                       | Mosca                                                                           | Unione Sovietica                                                                | 5 – 0                                                                           | Portogallo                                                                      | Qual. Euro 1984                                                                 | 1                                                                               |                                                                                 |
| 17-5-1983                                                                       | Vienna                                                                          | Austria                                                                         | 2 – 2                                                                           | Unione Sovietica                                                                | Amichevole                                                                      | -                                                                               |                                                                                 |
| 22-5-1983                                                                       | Chorzów                                                                         | Polonia                                                                         | 1 – 1                                                                           | Unione Sovietica                                                                | Qual. Euro 1984                                                                 | -                                                                               |                                                                                 |
| 1-6-1983                                                                        | Helsinki                                                                        | Finlandia                                                                       | 0 – 1                                                                           | Unione Sovietica                                                                | Qual. Euro 1984                                                                 | -                                                                               |                                                                                 |
| 26-7-1983                                                                       | Lipsia                                                                          | Germania Est                                                                    | 1 – 3                                                                           | Unione Sovietica                                                                | Amichevole                                                                      | -                                                                               |                                                                                 |
| 9-10-1983                                                                       | Mosca                                                                           | Unione Sovietica                                                                | 2 – 0                                                                           | Polonia                                                                         | Qual. Euro 1984                                                                 | 1                                                                               |                                                                                 |
| 13-11-1983                                                                      | Lisbona                                                                         | Portogallo                                                                      | 1 – 0                                                                           | Unione Sovietica                                                                | Qual. Euro 1984                                                                 | -                                                                               |                                                                                 |
| 15-5-1984                                                                       | Kouvola                                                                         | Finlandia                                                                       | 1 – 3                                                                           | Unione Sovietica                                                                | Amichevole                                                                      | -                                                                               |                                                                                 |
| 2-6-1984                                                                        | Londra                                                                          | Inghilterra                                                                     | 0 – 2                                                                           | Unione Sovietica                                                                | Amichevole                                                                      | -                                                                               |                                                                                 |
| 19-8-1984                                                                       | Leningrado                                                                      | Unione Sovietica                                                                | 3 – 0                                                                           | Messico                                                                         | Amichevole                                                                      | -                                                                               | 46’                                                                             |
| 12-9-1984                                                                       | Dublino                                                                         | Irlanda                                                                         | 1 – 0                                                                           | Unione Sovietica                                                                | Qual. Mondiali 1986                                                             | -                                                                               |                                                                                 |
| 21-1-1985                                                                       | Kochi                                                                           | Cina                                                                            | 2 – 3                                                                           | Unione Sovietica                                                                | Coppa Nehru                                                                     | -                                                                               |                                                                                 |
| 25-1-1985                                                                       | Kochi                                                                           | Jugoslavia                                                                      | 2 – 1                                                                           | Unione Sovietica                                                                | Coppa Nehru                                                                     | -                                                                               |                                                                                 |
| 28-1-1985                                                                       | Kochi                                                                           | Iran                                                                            | 0 – 2                                                                           | Unione Sovietica                                                                | Coppa Nehru                                                                     | -                                                                               |                                                                                 |
| 2-2-1985                                                                        | Kochi                                                                           | Unione Sovietica                                                                | 1 – 0                                                                           | Marocco                                                                         | Coppa Nehru                                                                     | -                                                                               |                                                                                 |
| 4-2-1985                                                                        | Kochi                                                                           | Unione Sovietica                                                                | 2 – 1                                                                           | Jugoslavia                                                                      | Coppa Nehru                                                                     | -                                                                               |                                                                                 |
| 27-3-1985                                                                       | Tbilisi                                                                         | Unione Sovietica                                                                | 2 – 0                                                                           | Austria                                                                         | Amichevole                                                                      | 1                                                                               |                                                                                 |
| 17-4-1985                                                                       | Berna                                                                           | Svizzera                                                                        | 2 – 2                                                                           | Unione Sovietica                                                                | Qual. Mondiali 1986                                                             | 1                                                                               |                                                                                 |
| 2-5-1985                                                                        | Mosca                                                                           | Unione Sovietica                                                                | 4 – 0                                                                           | Svizzera                                                                        | Qual. Mondiali 1986                                                             | -                                                                               |                                                                                 |
| 5-6-1985                                                                        | Copenaghen                                                                      | Danimarca                                                                       | 4 – 2                                                                           | Unione Sovietica                                                                | Qual. Mondiali 1986                                                             | -                                                                               |                                                                                 |
| 7-8-1985                                                                        | Mosca                                                                           | Unione Sovietica                                                                | 2 – 0                                                                           | Romania                                                                         | Amichevole                                                                      | -                                                                               |                                                                                 |
| 28-8-1985                                                                       | Mosca                                                                           | Unione Sovietica                                                                | 1 – 0                                                                           | Germania Ovest                                                                  | Amichevole                                                                      | -                                                                               |                                                                                 |
| 25-9-1985                                                                       | Mosca                                                                           | Unione Sovietica                                                                | 1 – 0                                                                           | Danimarca                                                                       | Qual. Mondiali 1986                                                             | -                                                                               |                                                                                 |
| 16-10-1985                                                                      | Mosca                                                                           | Unione Sovietica                                                                | 2 – 0                                                                           | Irlanda                                                                         | Qual. Mondiali 1986                                                             | -                                                                               |                                                                                 |
| 30-10-1985                                                                      | Mosca                                                                           | Unione Sovietica                                                                | 1 – 0                                                                           | Norvegia                                                                        | Qual. Mondiali 1986                                                             | -                                                                               |                                                                                 |
| 22-1-1986                                                                       | Las Palmas                                                                      | Spagna                                                                          | 2 – 0                                                                           | Unione Sovietica                                                                | Amichevole                                                                      | -                                                                               |                                                                                 |
| 19-2-1986                                                                       | Città del Messico                                                               | Messico                                                                         | 1 – 0                                                                           | Unione Sovietica                                                                | Amichevole                                                                      | -                                                                               |                                                                                 |
| 26-3-1986                                                                       | Tbilisi                                                                         | Unione Sovietica                                                                | 0 – 1                                                                           | Inghilterra                                                                     | Amichevole                                                                      | -                                                                               |                                                                                 |
| 23-4-1986                                                                       | Timișoara                                                                       | Romania                                                                         | 2 – 1                                                                           | Unione Sovietica                                                                | Amichevole                                                                      | -                                                                               |                                                                                 |
| 7-5-1986                                                                        | Mosca                                                                           | Unione Sovietica                                                                | 0 – 0                                                                           | Finlandia                                                                       | Amichevole                                                                      | -                                                                               |                                                                                 |
| 2-6-1986                                                                        | Irapuato                                                                        | Unione Sovietica                                                                | 6 – 0                                                                           | Ungheria                                                                        | Mondiali 1986 - 1º turno                                                        | 1                                                                               | cap.                                                                            |
| 5-6-1986                                                                        | León                                                                            | Francia                                                                         | 1 – 1                                                                           | Unione Sovietica                                                                | Mondiali 1986 - 1º turno                                                        | -                                                                               | cap.                                                                            |
| 15-6-1986                                                                       | León                                                                            | Unione Sovietica                                                                | 3 – 4 dts                                                                       | Belgio                                                                          | Mondiali 1986 - Ottavi di finale                                                | -                                                                               | cap.                                                                            |
| 20-8-1986                                                                       | Göteborg                                                                        | Svezia                                                                          | 0 – 0                                                                           | Unione Sovietica                                                                | Amichevole                                                                      | -                                                                               | cap.                                                                            |
| 24-9-1986                                                                       | Reykjavík                                                                       | Islanda                                                                         | 1 – 1                                                                           | Unione Sovietica                                                                | Qual. Euro 1988                                                                 | -                                                                               | cap.                                                                            |
| 11-10-1986                                                                      | Parigi                                                                          | Francia                                                                         | 0 – 2                                                                           | Unione Sovietica                                                                | Qual. Euro 1988                                                                 | -                                                                               | cap.                                                                            |
| 29-10-1986                                                                      | Sinferopoli                                                                     | Unione Sovietica                                                                | 4 – 0                                                                           | Norvegia                                                                        | Qual. Euro 1988                                                                 | -                                                                               | cap.                                                                            |
| 18-2-1987                                                                       | Swansea                                                                         | Galles                                                                          | 0 – 0                                                                           | Unione Sovietica                                                                | Amichevole                                                                      | -                                                                               | cap.                                                                            |
| 18-4-1987                                                                       | Tbilisi                                                                         | Unione Sovietica                                                                | 1 – 3                                                                           | Svezia                                                                          | Amichevole                                                                      | -                                                                               | cap.                                                                            |
| 29-4-1987                                                                       | Kiev                                                                            | Unione Sovietica                                                                | 2 – 0                                                                           | Germania Est                                                                    | Qual. Euro 1988                                                                 | -                                                                               |                                                                                 |
| 3-6-1987                                                                        | Oslo                                                                            | Norvegia                                                                        | 0 – 1                                                                           | Unione Sovietica                                                                | Qual. Euro 1988                                                                 | -                                                                               | 68’                                                                             |
| 23-9-1987                                                                       | Mosca                                                                           | Unione Sovietica                                                                | 3 – 0                                                                           | Grecia                                                                          | Amichevole                                                                      | -                                                                               | 77’                                                                             |
| 10-10-1987                                                                      | Berlino Est                                                                     | Germania Est                                                                    | 1 – 1                                                                           | Unione Sovietica                                                                | Qual. Euro 1988                                                                 | -                                                                               |                                                                                 |
| 28-10-1987                                                                      | Sinferopoli                                                                     | Unione Sovietica                                                                | 2 – 0                                                                           | Islanda                                                                         | Amichevole                                                                      | -                                                                               |                                                                                 |
| 20-2-1988                                                                       | Bari                                                                            | Italia                                                                          | 4 – 1                                                                           | Unione Sovietica                                                                | Amichevole                                                                      | -                                                                               |                                                                                 |
| 31-3-1988                                                                       | Berlino Ovest                                                                   | Argentina                                                                       | 2 – 4                                                                           | Unione Sovietica                                                                | Amichevole                                                                      | 1                                                                               |                                                                                 |
| 2-4-1988                                                                        | Berlino Ovest                                                                   | Svezia                                                                          | 2 – 0                                                                           | Unione Sovietica                                                                | Amichevole                                                                      | -                                                                               | 76’                                                                             |
| 27-4-1988                                                                       | Trnava                                                                          | Cecoslovacchia                                                                  | 1 – 1                                                                           | Unione Sovietica                                                                | Amichevole                                                                      | -                                                                               |                                                                                 |
| 1-6-1988                                                                        | Mosca                                                                           | Unione Sovietica                                                                | 2 – 1                                                                           | Polonia                                                                         | Amichevole                                                                      | -                                                                               | 46’                                                                             |
| 12-6-1988                                                                       | Colonia                                                                         | Unione Sovietica                                                                | 1 – 0                                                                           | Paesi Bassi                                                                     | Euro 1988 - 1º turno                                                            | -                                                                               |                                                                                 |
| 15-6-1988                                                                       | Hannover                                                                        | Irlanda                                                                         | 1 – 1                                                                           | Unione Sovietica                                                                | Euro 1988 - 1º turno                                                            | -                                                                               |                                                                                 |
| 22-6-1988                                                                       | Stoccarda                                                                       | Unione Sovietica                                                                | 2 – 0                                                                           | Italia                                                                          | Euro 1988 - Semifinale                                                          | -                                                                               | 35’                                                                             |
| 25-6-1988                                                                       | Monaco di Baviera                                                               | Paesi Bassi                                                                     | 2 – 0                                                                           | Unione Sovietica                                                                | Euro 1988 - Finale                                                              | -                                                                               | 31’                                                                             |
| 17-8-1988                                                                       | Turku                                                                           | Finlandia                                                                       | 0 – 0                                                                           | Unione Sovietica                                                                | Amichevole                                                                      | -                                                                               | cap.                                                                            |
| 31-8-1988                                                                       | Reykjavík                                                                       | Islanda                                                                         | 1 – 1                                                                           | Unione Sovietica                                                                | Qual. Mondiali 1990                                                             | -                                                                               | cap.                                                                            |
| 21-9-1988                                                                       | Düsseldorf                                                                      | Germania Est                                                                    | 1 – 0                                                                           | Unione Sovietica                                                                | Amichevole                                                                      | -                                                                               | cap.                                                                            |
| 19-10-1988                                                                      | Kiev                                                                            | Unione Sovietica                                                                | 2 – 0                                                                           | Austria                                                                         | Qual. Mondiali 1990                                                             | -                                                                               |                                                                                 |
| 21-11-1988                                                                      | Damasco                                                                         | Siria                                                                           | 0 – 2                                                                           | Unione Sovietica                                                                | Amichevole                                                                      | 1                                                                               | cap. 60’                                                                        |
| 23-11-1988                                                                      | Al Kuwait                                                                       | Kuwait                                                                          | 0 – 1                                                                           | Unione Sovietica                                                                | Amichevole                                                                      | -                                                                               | cap.                                                                            |
| 27-11-1988                                                                      | Al Kuwait                                                                       | Kuwait                                                                          | 0 – 2                                                                           | Unione Sovietica                                                                | Amichevole                                                                      | -                                                                               | cap.                                                                            |
| 21-2-1989                                                                       | Sofia                                                                           | Bulgaria                                                                        | 1 – 2                                                                           | Unione Sovietica                                                                | Amichevole                                                                      | -                                                                               | cap.                                                                            |
| 22-3-1989                                                                       | Eindhoven                                                                       | Paesi Bassi                                                                     | 2 – 0                                                                           | Unione Sovietica                                                                | Qual. Mondiali 1990                                                             | -                                                                               |                                                                                 |
| 16-5-1990                                                                       | Ramat Gan                                                                       | Israele                                                                         | 3 – 2                                                                           | Unione Sovietica                                                                | Amichevole                                                                      | -                                                                               | cap.                                                                            |
| 18-6-1990                                                                       | Bari                                                                            | Camerun                                                                         | 0 – 4                                                                           | Unione Sovietica                                                                | Mondiali 1990 - 1º turno                                                        | -                                                                               | cap.                                                                            |
| Totale                                                                          |                                                                                 | Presenze                                                                        | 80                                                                              |                                                                                 | Reti                                                                            | 6                                                                               |                                                                                 |

## Palmarès

### Giocatore

#### Club

##### Competizioni nazionali
- Campionato sovietico: 5

Dinamo Kiev: 1980, 1981, 1985, 1986, 1990
- Coppa dell'URSS: 4

Dinamo Kiev: 1982, 1984-1985, 1986-1987, 1989-1990
- Supercoppa dell'URSS: 3

Dinamo Kiev: 1980, 1985, 1986
- Campionato ucraino: 1

Dinamo Kiev: 1992-1993
- Coppa d'Ucraina: 1

Dinamo Kiev: 1992-1993

##### Competizioni internazionali
- Coppa delle Coppe: 1

Dinamo Kiev: 1985-1986

#### Nazionale
- Campionato d'Europa Under-21: 1

1980
- Oro olimpico: 1

Seul 1988

#### Individuale
- Miglior giocatore dell'Europeo Under-21: 1

1980
- Miglior marcatore dell'Europeo Under-21: 1

1980 (3 reti)
- Calciatore ucraino dell'anno: 2

1982, 1985
- Calciatore sovietico dell'anno: 1

1985

### Allenatore

#### Competizioni nazionali
- Campionato ucraino: 1

Dinamo Kiev: 2006-2007
- Coppa d'Ucraina: 2

Dinamo Kiev: 2005-2006, 2006-2007
- Supercoppa d'Ucraina: 2

Dinamo Kiev: 2006, 2007

#### Competizioni internazionali
- Coppa dell'AFC: 1

Nasaf: 2011